# ¿Para qué sirve un oso?
¿Para qué sirve un oso? és una pel·lícula de comèdia espanyola de l'any 2011, dirigida i escrita per Tom Fernández i protagonitzada per Javier Cámara i Gonzalo de Castro. Més enllà de ser còmica, la cinta té un especial interès per l'ecologisme.

## Argument
En Guillermo i l'Alejandro (Javier Cámara i Gonzalo de Castro) són dos germans científics. El primer d'ells és un biòleg que treballa a l'Antàrtida per a estudiar les conseqüències del canvi climàtic sobre la Terra, fins que un dia decideix abandonar la seva feina quan descobreix que a ningú sembla importar-li l'escalfament global.
D'altra banda, l'Alejandro és un zoòleg que viu en un bosc d'Astúries amb el seu empleat estatunidenc Vincent (Jesse Johnson) al qual tots diuen "Chaval". A diferència d'en Guillermo, l'Alejandro persisteix en la idea de salvar els boscos de la regió de la desforestació. Per a això necessita que apareguin ossos per la zona; no obstant això, els seus mètodes no resulten ser fructífers.

## Repartiment
- Javier Cámara com a Guillermo
- Gonzalo de Castro com a Alejandro
- Jesse Johnson com a Vincent "Chaval"
- Geraldine Chaplin com a Josephine
- Oona Chaplin com a Rosa
- Sira García com a Daniela
- Emma Suárez com a Natalia

## Producció
El film es va rodar principalment en la zona del Camí Reial del Puerto de la Mesa, a Astúries.